# Chambon-sur-Lac
Chambon-sur-Lac is een gemeente in het Franse departement Puy-de-Dôme (regio Auvergne-Rhône-Alpes) en telt 373 inwoners (1999). De plaats maakt deel uit van het arrondissement Issoire.

## Geografie
De oppervlakte van Chambon-sur-Lac bedraagt 46,5 km², de bevolkingsdichtheid is 8,0 inwoners per km².
De onderstaande kaart toont de ligging van Chambon-sur-Lac met de belangrijkste infrastructuur en aangrenzende gemeenten.

## Demografie
Onderstaande figuur toont het verloop van het inwonertal (bron: INSEE-tellingen).